# Corbu Nou, Brăila
Corbu Nou este un sat în comuna Măxineni din județul Brăila, Muntenia, România.
Așezată la 55 kilometri N.-E. de orașul Râmnicul-Sărat, satul este traversat de râul Siret ce formează și balta Corbul. În 1888 în sat existau 30 de puțuri, populația comunei fiind în acel an de 210 familii, cu 1 540 suflete, dintre care 764 bărbați și 776 femei.

În 1888 Corbul Nou avea o biserică cu hramul Cuvioasa Paraschiva, zidită în anul 1868 de săteni și o școală mixtă, fondată în anul 1870 de comună, cu un învățător și 73 elevi înscriși.